# Ikar (nagroda)
Ikar – coroczna nagroda przyznawana przez Polskie Towarzystwo Wydawców Książek.

## Historia
Projekt dorocznej nagrody sezonu wydawniczo-księgarskiego powstał w 1994 roku podczas 5. Krajowych Targów Książki. Pomysłodawcy odwołali się do artykułu Andrzeja Nagraby opublikowanego w miesięczniku Wydawca. Pierwsze nominacje ogłoszono 13 września 1995 roku. Pierwszym przewodniczącym jury był prof. Aleksander Gieysztor, pierwszym nagrodzonym prezes Wydawnictwa Dolnośląskiego Andrzej Adamus. W 1999 roku powstało Stowarzyszenie Promocji Książki IKAR, zajmujące się sprawami organizacyjnymi związanymi z przyznawaniem nagrody. Walne zgromadzenie członków założycieli odbyło się 24 stycznia 2000. Od roku 2008 za organizację odpowiedzialne jest Polskie Towarzystwo Wydawców Książek. Od 2014 roku „Ikar” przyznawany jest jako Honorowa Nagroda Warszawskich Targów Książki.
Autorem projektu wręczanej statuetki był rzeźbiarz Arkadiusz Latos.

## Lista nagrodzonych
| Rok       | nagrodzeni                                               | źródło |
| --------- | -------------------------------------------------------- | ------ |
| 1995      | Andrzej Adamus (Wydawnictwo Dolnośląskie)                | [ 1 ]  |
| 1996      | Władysław Kopaliński                                     | [ 3 ]  |
| 1997      | Wydawnictwo Literackie                                   |        |
| 1998      | „Czytelnik”                                              |        |
| 1999      | Ryszard Kapuściński                                      | [ 4 ]  |
| 2000      | Jan Twardowski                                           | [ 5 ]  |
| 2001      | EMPiK                                                    | [ 6 ]  |
| 2002      | Powiatowa i Miejska Biblioteka Publiczna w Bochni, Iskry |        |
| 2003      | Biblioteka Narodowa                                      |        |
| 2004–2007 | nagród nie przyznano                                     |        |
| 2008      | Tygodnik „Polityka”, Wydawnictwo Dwie Siostry            | [ 7 ]  |
| 2009      | Marek Krawczyk                                           |        |
| 2010      | Porozumienie Wydawców Książki Historycznej               |        |
| 2013      | Józef Hen                                                | [ 2 ]  |
| 2014      | Wiesław Myśliwski                                        | [ 2 ]  |
| 2015      | Jacek Bocheński                                          | [ 2 ]  |
| 2016      | Eustachy Rylski                                          | [ 2 ]  |
| 2017      | Hanna Krall                                              | [ 2 ]  |
| 2018      | Małgorzata Szejnert                                      | [ 2 ]  |
| 2019      | Olga Tokarczuk                                           | [ 2 ]  |
| 2021      | Mariusz Szczygieł                                        | [ 2 ]  |
| 2022      | Oksana Zabużko                                           | [ 2 ]  |
| 2023      | Marcin Szczygielski                                      | [ 8 ]  |